# Adolfo Giuseppe di Schwarzenberg
Adolfo Giuseppe di Schwarzenberg, VIII principe di Schwarzenberg (Vienna, 18 marzo 1832 – Libějovice, 5 ottobre 1914), è stato un nobile, politico e imprenditore boemo.

## Biografia

### I primi anni e la carriera nell'esercito
Adolfo Giuseppe nacque a Vienna, nel 1832, figlio del principe Giovanni Adolfo II di Schwarzenberg e di sua moglie, la principessa Maria Eleonora del Liechtenstein.
Durante gli anni della sua gioventù ebbe modo di studiare filosofia a Vienna e successivamente legge a Gottinga. Dopo la laurea, nel 1850, intraprese il servizio militare nell'esercito imperiale austriaco, in un reggimento di ulani, prendendo parte alla Prima guerra dello Schleswig in quello stesso anno. Nel 1856 venne nominato ambasciatore straordinario dell'Austria all'incoronazione dello zar Alessandro II a Mosca. Nel 1858, dopo le sue nozze, decise di lasciare l'esercito ma l'anno successivo vi ritornò a causa dello scoppio della guerra in Italia. Il 24 giugno 1859 prese parte alla battaglia di Solferino ed il 28 giugno di quello stesso anno venne promosso al grado di maggiore.

### La gestione delle proprietà di famiglia e l'industria
Su desiderio di suo padre, dal 1853 assunse intanto anche la direzione delle foreste del dominio dei principi di Schwarzenberg, proseguendo l'opera di sviluppo ella silvicoltura iniziato già da suo nonno. In questo compito il principe si trovò (come del resto si era trovato suo padre) particolarmente versato ed avviò una gestione accurata delle tenute di Netolice, Protivín e Libějovice, luogo quest'ultimo dove trascorse gran parte del proprio tempo libero.
Durante l'Esposizione Universale di Vienna del 1873, presenziò con suo padre alla presentazione dei successi ottenuti dagli Schwarzenberg in campo agricolo, silvicolo e piscicolturale nella Boemia meridionale. Dopo la morte del padre, nel 1888, Adolfo Giuseppe prese le redini della direzione dell'intero immenso patrimonio fondiario della sua famiglia.
Grande appassionato di agricoltura, si dedicò volentieri ad altre attività collaterali come la caccia, la costruzione di distillerie, birrifici e caseifici. Nel 1892 aprì il birrificio Louny che divenne ben presto uno dei più moderni birrifici dell'Austria-Ungheria, coinvolgendo anche chimici ed esperti per produrre al meglio la birra e ricercarne sfumature innovative nel gusto e nella colorazione.
Iniziò durante il periodo della sua reggenza una vasta opera di catalogazione e conservazione dei monumenti storici della Boemia meridionale a cui egli prese parte per il suo grande interesse per la storia (come suo padre), come pure si interessò di archeologia, patrocinando l'Accademia Boema delle Scienze nelle sue ricerche sui suoi terreni. Fu tra le altre cose amico dello studioso František Palacký.

### L'attività politica
A livello concettuale, da boemo prima ancora che da suddito della corona austro-ungarica a cui la sua famiglia doveva gran parte della propria fortuna, il principe Adolfo Giuseppe fu un sostenitore della necessità di buoni rapporti tra cechi e tedeschi, insistendo però sul fatto che al concetto politico di nazionalità dovesse essere preferibile quello di autorità, come pure di un'assegnazione meritocratica delle cariche di governo. Negò completamente ogni manifestazione di nazionalismo, sia da parte dei tedeschi che da parte dei boemi. Ad esempio si rifiutò di contribuire ad un monumento dedicato all'imperatore Giuseppe II a Český Krumlov perché lo riteneva eccessivamente nazionalista da parte dei tedeschi in una terra che in fin dei conti a loro non apparteneva.
Nel 1865 fu eletto governatore del distretto a Vodnany. Nel 1872 fu eletto sindaco del distretto di Netolice, ma in questa seconda elezione non ebbe l'approvazione dell'imperatore, proprio a causa delle proprie idee politiche.
Nelle elezioni provinciali del gennaio 1867 divenne deputato al parlamento boemo, venendo rieletto nell'agosto del 1868, sedendo sempre nelle file dei conservatori, difendendo le comunità rurali della Boemia. La sua attività alla camera boema perseguì sino al 4 dicembre 1888 quando, dopo la morte di suo padre e l'ottenimento del titolo di principe di Schwarzenberg, venne assunto nell'alta camera, sostituendo il genitore in tale posizione.

### Gli ultimi anni
Nel 1907 il principe celebrò il suo 50º anniversario di matrimonio con un fastoso ricevimento al castello di Hluboka a cui presero parte 100 persone. L'evento mondano salì agli onori delle cronache di diversi giornali locali anche perché vennero invitati anche molti dei dipendenti che collaboravano al funzionamento delle varie tenute del principe, in un chiaro spirito di apertura sociale.
Dal 1903, la gestione delle tenute degli Schwarzenberg era passata a suo figlio Giovanni II Nepomuceno, mentre il principe si era ritirato tra le tenute di Netolice e Libějovice. Proprio in quest'ultima residenza morì il 5 ottobre 1914 al termine di una lunga malattia. I suoi funerali si svolsero poi a Třeboň.

## Matrimonio e figli
Adolfo Giuseppe sposò il 4 giugno 1857 a Vienna la principessa Ida del Liechtenstein, figlia del principe regnante Luigi II del Liechtenstein e di sua moglie, la principessa Franziska Kinsky von Wchinitz und Tettau. Il matrimonio venne celebrato dallo zio di Adolfo, il cardinale Federico di Schwarzenberg. La coppia ebbe i seguenti figli:
- Eleonora (1858-1938), sposò il conte Jindrich von Lamberg
- Giovanni II Nepomuceno (1860-1938), sposò la principessa Teresa di Trauttmansdorf-Weinsberg
- Francesca (1861-1951), sposò il conte Nicola von Esterházy
- Luigi (1863-1937)
- Maria (1865-1943)
- Felice (1867-1946), sposò la principessa Anna di Löwenstein-Wertheim-Rosenberg
- Giorgio (1870-1952), colonnello e diplomatico
- Carlo (1871-1902), diplomatico, membro del consiglio di legazione dell'ambasciata austriaca a Tokyo
- Teresa (1873-1946)

## Albero genealogico
|                                                                    |                                  |                                                     | Genitori                                                         |  |  | Nonni |  |  | Bisnonni                                                            |  |  | Trisnonni                                                 |  |
|                                                                    |                                  |                                                     |                                                                  |  |  |       |  |  | Giovanni I Nepomuceno di Schwarzenberg, V principe di Schwarzenberg |  |  | Giuseppe I di Schwarzenberg, IV principe di Schwarzenberg |  |
|                                                                    |                                  |                                                     |                                                                  |  |  |       |  |  | Giovanni I Nepomuceno di Schwarzenberg, V principe di Schwarzenberg |  |  | Giuseppe I di Schwarzenberg, IV principe di Schwarzenberg |  |
|                                                                    |                                  | Maria Teresa del Liechtenstein                      |                                                                  |  |  |       |  |  | Giovanni I Nepomuceno di Schwarzenberg, V principe di Schwarzenberg |  |  |                                                           |  |
| Giuseppe II di Schwarzenberg, VI principe di Schwarzenberg         |                                  |                                                     |                                                                  |  |  |       |  |  | Giovanni I Nepomuceno di Schwarzenberg, V principe di Schwarzenberg |  |  |                                                           |  |
|                                                                    |                                  | Marie Eleonora di Öttingen-Wallerstein              | Filippo Carlo di Öttingen-Wallerstein                            |  |  |       |  |  |                                                                     |  |  |                                                           |  |
|                                                                    |                                  | Marie Eleonora di Öttingen-Wallerstein              | Filippo Carlo di Öttingen-Wallerstein                            |  |  |       |  |  |                                                                     |  |  |                                                           |  |
|                                                                    |                                  | Marie Eleonora di Öttingen-Wallerstein              | Carlotta Giuliana di Öttingen-Baldern                            |  |  |       |  |  |                                                                     |  |  |                                                           |  |
| Giovanni Adolfo II di Schwarzenberg, VII principe di Schwarzenberg |                                  | Marie Eleonora di Öttingen-Wallerstein              |                                                                  |  |  |       |  |  |                                                                     |  |  |                                                           |  |
|                                                                    |                                  | Luigi Engelberto d'Arenberg, VI duca d'Arenberg     | Carlo Maria Raimondo d'Arenberg, V duca d'Arenberg               |  |  |       |  |  |                                                                     |  |  |                                                           |  |
|                                                                    |                                  | Luigi Engelberto d'Arenberg, VI duca d'Arenberg     | Carlo Maria Raimondo d'Arenberg, V duca d'Arenberg               |  |  |       |  |  |                                                                     |  |  |                                                           |  |
|                                                                    |                                  | Luigi Engelberto d'Arenberg, VI duca d'Arenberg     | Maria Francesca Pignatelli                                       |  |  |       |  |  |                                                                     |  |  |                                                           |  |
| Paolina Carlotta d'Arenberg                                        |                                  | Luigi Engelberto d'Arenberg, VI duca d'Arenberg     |                                                                  |  |  |       |  |  |                                                                     |  |  |                                                           |  |
|                                                                    |                                  | Pauline Louise Antoinette de Brancas                | Louis Léon Félicité de Brancas, VI duca di Villars               |  |  |       |  |  |                                                                     |  |  |                                                           |  |
|                                                                    |                                  | Pauline Louise Antoinette de Brancas                | Louis Léon Félicité de Brancas, VI duca di Villars               |  |  |       |  |  |                                                                     |  |  |                                                           |  |
|                                                                    |                                  | Pauline Louise Antoinette de Brancas                | Elisabeth Pauline de Gand-Vilain                                 |  |  |       |  |  |                                                                     |  |  |                                                           |  |
| Adolfo Giuseppe di Schwarzenberg, VIII principe di Schwarzenberg   |                                  | Pauline Louise Antoinette de Brancas                |                                                                  |  |  |       |  |  |                                                                     |  |  |                                                           |  |
|                                                                    | Carlo Borromeo del Liechtenstein | Emanuele del Liechtenstein                          |                                                                  |  |  |       |  |  |                                                                     |  |  |                                                           |  |
|                                                                    | Carlo Borromeo del Liechtenstein | Emanuele del Liechtenstein                          |                                                                  |  |  |       |  |  |                                                                     |  |  |                                                           |  |
|                                                                    | Carlo Borromeo del Liechtenstein | Maria Anna Antonia di Dietrichstein-Weichselstädt   |                                                                  |  |  |       |  |  |                                                                     |  |  |                                                           |  |
| Maurizio del Liechtenstein                                         | Carlo Borromeo del Liechtenstein |                                                     |                                                                  |  |  |       |  |  |                                                                     |  |  |                                                           |  |
|                                                                    |                                  | Maria Eleonora di Oettingen-Spielberg               | Giovanni Luigi I di Oettingen-Spielberg                          |  |  |       |  |  |                                                                     |  |  |                                                           |  |
|                                                                    |                                  | Maria Eleonora di Oettingen-Spielberg               | Giovanni Luigi I di Oettingen-Spielberg                          |  |  |       |  |  |                                                                     |  |  |                                                           |  |
|                                                                    |                                  | Maria Eleonora di Oettingen-Spielberg               | Theresia Maria Anna von Schleswig-Holstein-Sonderburg-Wiesenburg |  |  |       |  |  |                                                                     |  |  |                                                           |  |
| Maria Eleonora del Liechtenstein                                   |                                  | Maria Eleonora di Oettingen-Spielberg               |                                                                  |  |  |       |  |  |                                                                     |  |  |                                                           |  |
|                                                                    |                                  | Nicola II Esterházy, principe Esterházy de Galántha | Antonio I Esterházy de Galántha, principe Esterházy de Galántha  |  |  |       |  |  |                                                                     |  |  |                                                           |  |
|                                                                    |                                  | Nicola II Esterházy, principe Esterházy de Galántha | Antonio I Esterházy de Galántha, principe Esterházy de Galántha  |  |  |       |  |  |                                                                     |  |  |                                                           |  |
|                                                                    |                                  | Nicola II Esterházy, principe Esterházy de Galántha | Maria Theresia Reinhardine Cäcilia Eva Erdödy                    |  |  |       |  |  |                                                                     |  |  |                                                           |  |
| Leopoldina von Esterházy de Galanta                                |                                  | Nicola II Esterházy, principe Esterházy de Galántha |                                                                  |  |  |       |  |  |                                                                     |  |  |                                                           |  |
|                                                                    |                                  | Maria Giuseppa del Liechtenstein                    | Francesco Giuseppe I del Liechtenstein                           |  |  |       |  |  |                                                                     |  |  |                                                           |  |
|                                                                    |                                  | Maria Giuseppa del Liechtenstein                    | Francesco Giuseppe I del Liechtenstein                           |  |  |       |  |  |                                                                     |  |  |                                                           |  |
|                                                                    |                                  | Maria Giuseppa del Liechtenstein                    | Leopoldina di Sternberg                                          |  |  |       |  |  |                                                                     |  |  |                                                           |  |
|                                                                    |                                  | Maria Giuseppa del Liechtenstein                    |                                                                  |  |  |       |  |  |                                                                     |  |  |                                                           |  |